# Hohnstein

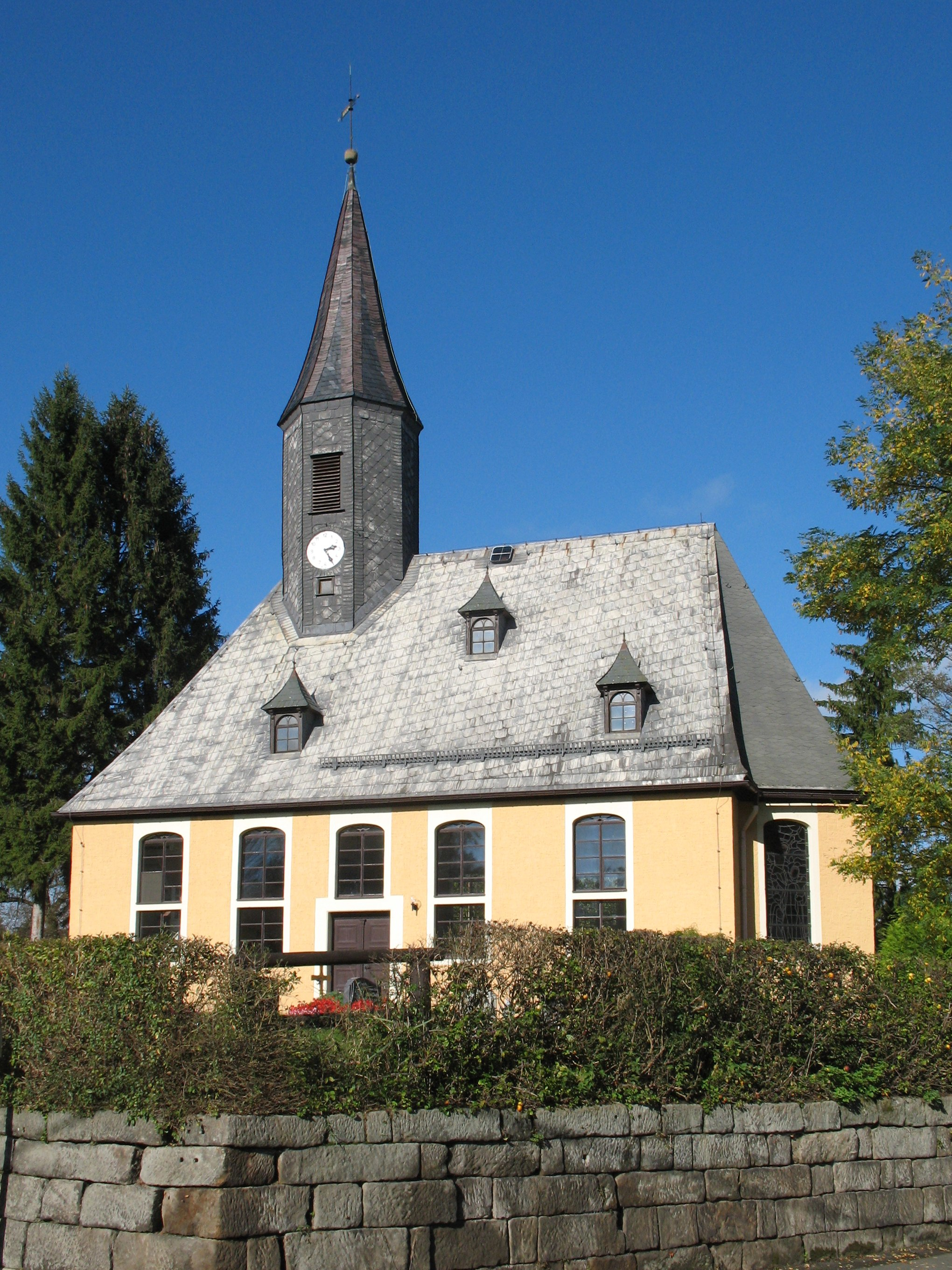

Hohnstein là một thị xã ở huyện Sächsische Schweiz-Osterzgebirge, bang Sachsen, Đức. Đô thị Hohnstein có diện tích 64,61 km².. Đô thị này tọa lạc ở Saxon Switzerland, 12 km về phía đông của Pirna, và 28 km về phía đông nam của trung tâm Dresden.